# Paolo Collini
Paolo Collini (Vicenza, 12 maggio 1959) è un economista italiano, rettore dell'Università degli Studi di Trento dal 2015 al 2021.

## Biografia
Paolo Collini ha frequentato un corso di laurea in Economia e Commercio e conseguito un dottorato di ricerca in Economia aziendale presso l'Università Ca' Foscari di Venezia. Tra questi due percorsi accademici ha frequentato un master in Business Administration alla Boston University School of Management. Nel 1993 ha iniziato a lavorare alla Ca' Foscari, ricoprendo le posizioni di ricercatore, docente a contratto e assegnista.
Dopo aver lavorato presso varie istituzioni accademiche italiane e straniere, dal 1998 al 2004 è professore associato alla Facoltà di economia dell'Università di Trento. Successivamente è professore straordinario e, dal 2009, ordinario. Nel 2013 è entrato a far parte del senato accademico. Dal 2013 è pro rettore con delega alla didattica, fino al 2014 è prorettore vicario. Il 24 febbraio 2015 è  stato eletto rettore, succedendo a Daria de Pretis, eletta giudice della Corte costituzionale. Dal 2021 è tornato ad esercitare la professione di professore ordinario presso il dipartimento di economia e management dell'Università degli studi di Trento.
È socio di varie società e comitati scientifici. Fa parte del comitato editoriale del Festival dell'Economia di Trento dal 2008.